# Louis Harel de la Noë

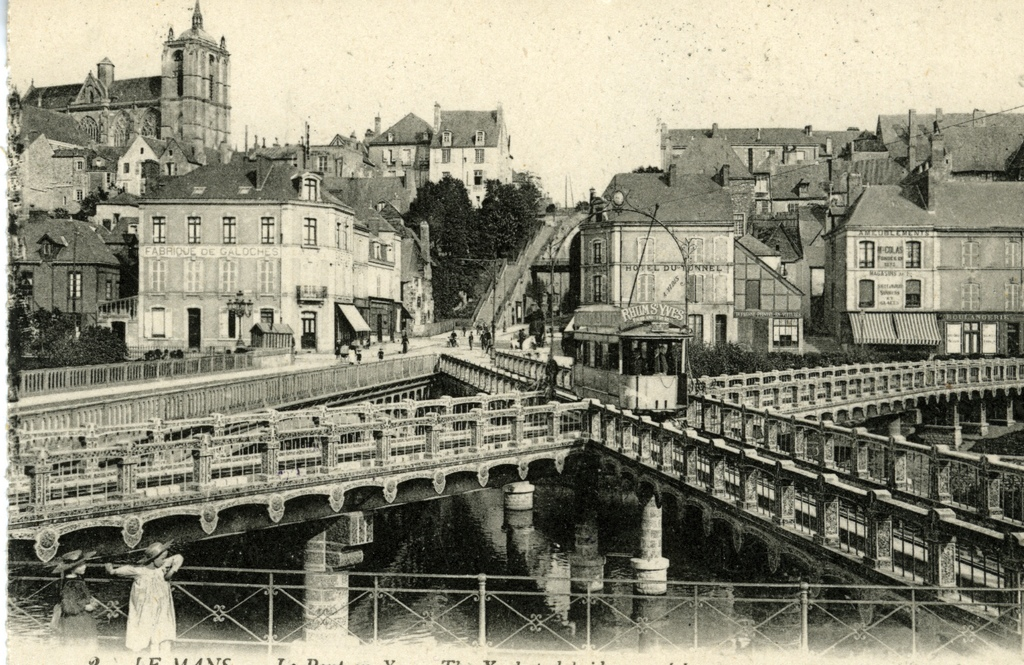
Der Pont en X in Le Mans bestand aus zwei sich über der Sarthe kreuzenden Bahnbrücken

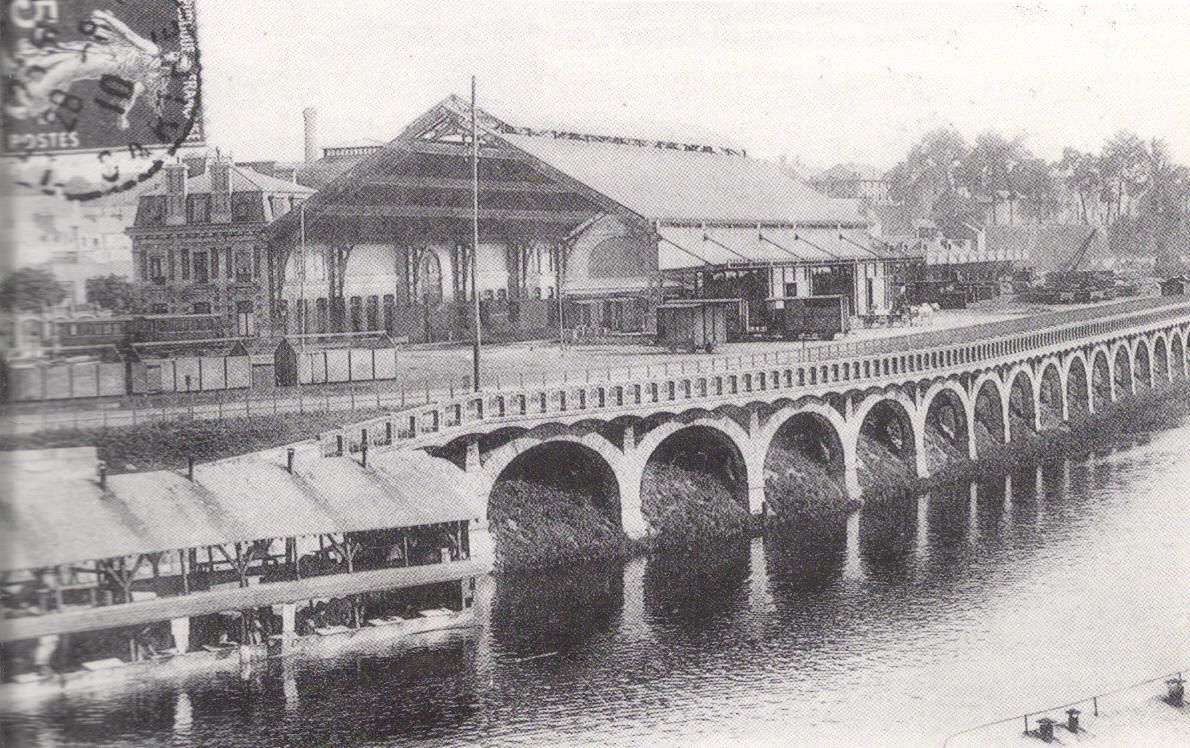
Bahnhof der meterspurigen Dampfstraßenbahn Tramways de la Sarthe in Le Mans

Louis Harel de la Noë (geboren am 29. Januar 1852 in Saint-Brieuc; gestorben am 28. Oktober 1931 in Landerneau), mit vollem Namen Louis-Auguste-Marie Harel de la Noë, war ein französischer Ingenieur, der sich als Pionier des Stahlbetonbaus, insbesondere bei Bauwerken für Eisenbahnen, einen Namen machte.
Louis-Auguste-Marie Harel de la Noë war Sohn des Notars Pierre Louis Harel de la Noë und dessen Ehefrau Marguerite Jeanne Louise. Er besuchte in Paris das Lycée Saint-Louis und ab 1870 die École polytechnique, mit der er sich während des Deutsch-Französischen Kriegs vorübergehend nach Bordeaux zurückziehen musste. Nachdem er als einer der Besten das Examen bestanden hatte, wurde er in die École nationale des ponts et chaussées aufgenommen, die er 1875 als Ingenieur verließ.
Zunächst war er u. a. am Bau von Leuchttürmen und Schifffahrtskanälen beteiligt. Stationen seines Wirkens waren Rodez (1877), Quimper (1878), Le Mans (1984) und Brest (1891). In den Départements Finistère und Sarthe war er Mitarbeiter beim Bau von Eisenbahnen. 1885 heiratete er Louise Riou de Kerprigent. Für seine Leistungen wurde er am 28. Dezember 1889 zum Ritter der Ehrenlegion ernannt.
1893 wurde er in Le Mans Chef des Corps des ponts et chaussées im Département Sarthe. Dort errichtete er ein 127 km langes Netz von schmalspurigen Lokalbahnen und entwarf neben Brücken wie dem „Pont en X“ auch Bahnhöfe für die Überlandstraßenbahn Tramways de la Sarthe. Aufgrund dieser Arbeiten wurde er am 11. Juli 1898 Offizier der Ehrenlegion und erhielt 1900 die Goldmedaille der Weltausstellung.
Am 1. Dezember 1901 wurde Harel de la Noë zum Chefingenieur des Départements Côtes-du-Nord ernannt. Die von ihm vorgeschlagenen Brücken, Viadukte und Stützmauern boten neue, kostensparende Wege, um die großen Täler des Départements mit der Eisenbahn zu queren und seine Hänge zu erklimmen. Kritiken an seiner neuartigen Bauweise mit Stahlbeton begegnete er, indem er seine filigran wirkenden Brücken vor deren Inbetriebnahme außergewöhnlichen Belastungen aussetzte. Eine Untersuchung der Section des travaux publics du Conseil d’État erklärte zudem seine Bauweise für rechtskonform, 1906 wurde ein erstes administratives Regelwerk bezüglich des Bauens mit Stahlbeton veröffentlicht.
Harel de la Noë hatte sich in Theorie und Praxis ausgiebig mit dem bis dahin kaum erforschten Baumaterial Stahlbeton befasst. 1899 veröffentlichte er den Aufsatz Théories et applications nouvelles du ciment armé, im Jahr darauf Déformations et conditions de la rupture dans les corps solides. 1910 verlieh ihm die Académie des sciences für seine diesbezüglichen Arbeiten den Prix Caméré.
Ab 1912 tendierte er zu einer Standardisierung, die die Vorfertigung von Elementen an Ort und Stelle zuließ. Der Erste Weltkrieg unterbrach seine Arbeiten an den Viadukten von Lézardrieux sowie über die Flüsse Frémur und Jaudy, die von seinem Nachfolger vollendet wurden. Harel de la Noë, der 1918 in den Ruhestand ging, befasste sich als Pensionär mit der Telegrafenstation Croix d’Hins bei Bordeaux. Er starb 1931 in Landerneau.

Von Harel de la Noë geschaffene Bauwerke (Auswahl)
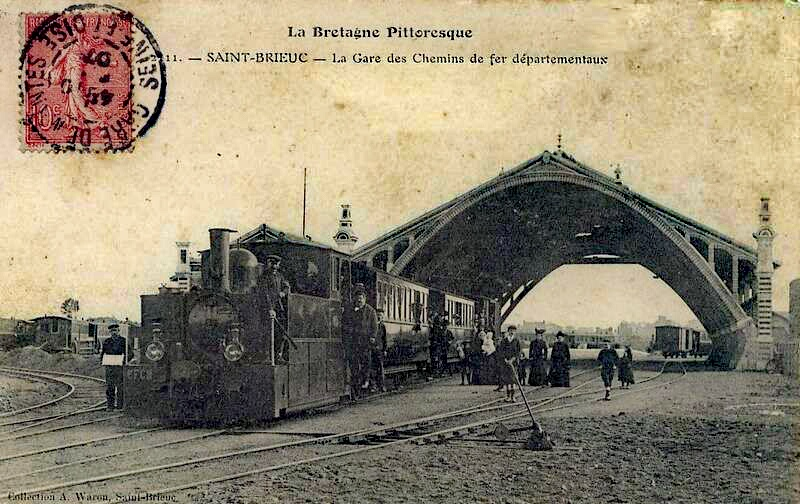
Schmalspurbahnhof in Saint-Brieuc
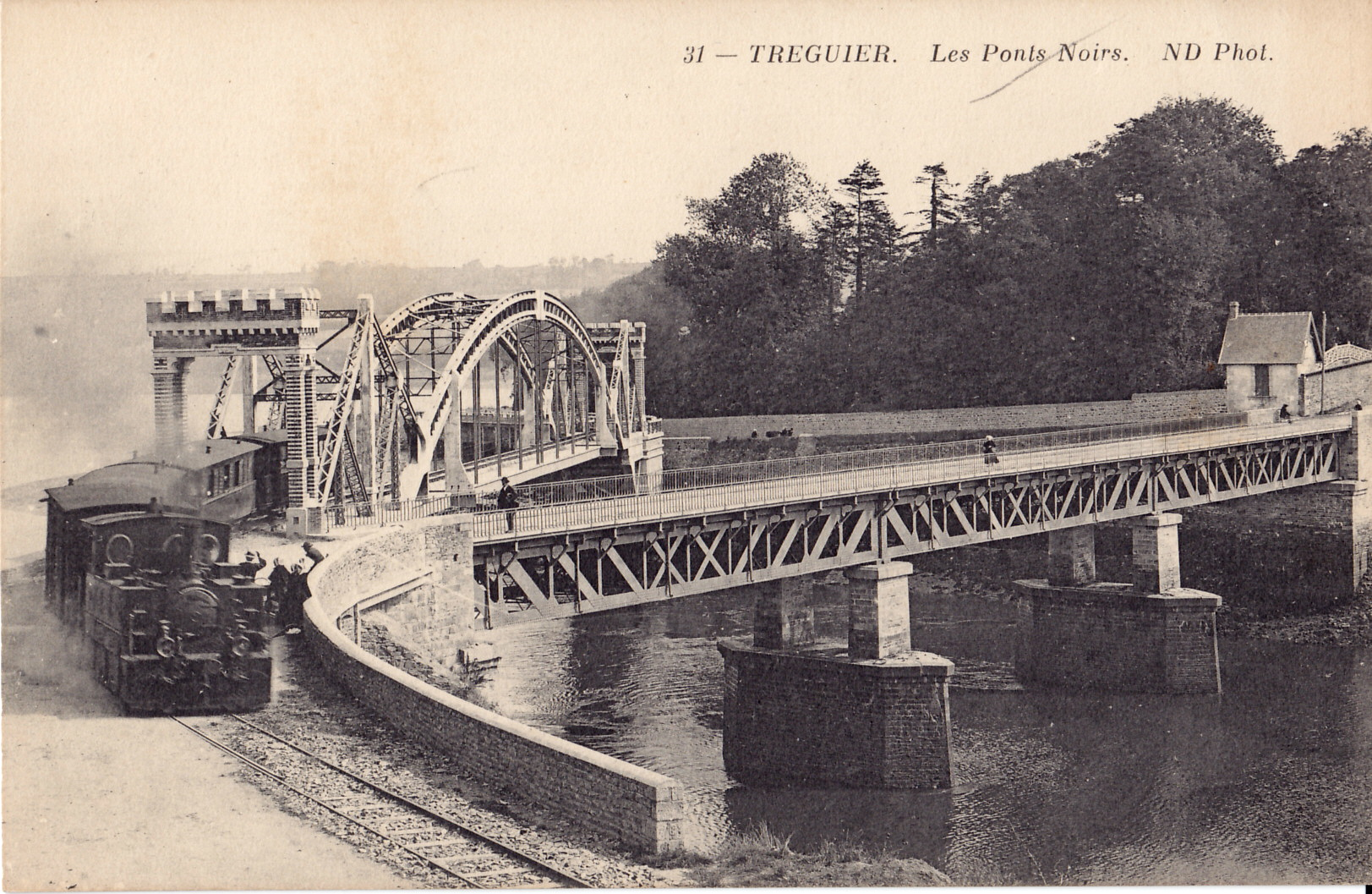
Eisenbahnbrücke Viaduc du Pont Noir über den Guindy
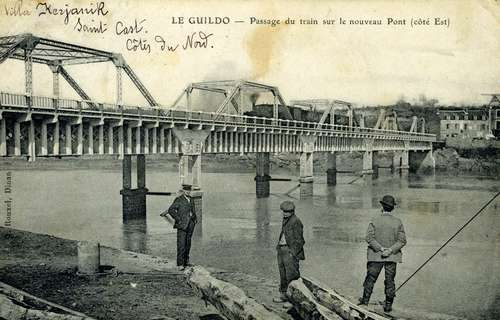
Pont du Guildo über den Arguenon
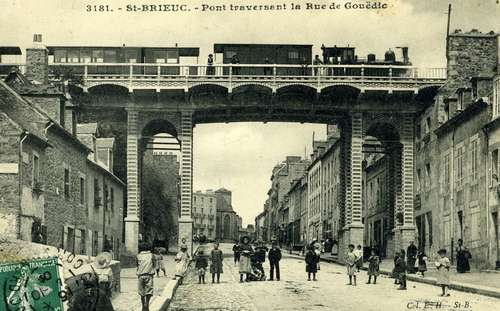
Brücke der Schmalspurbahn über die Rue de Gouëdic in Saint-Brieuc
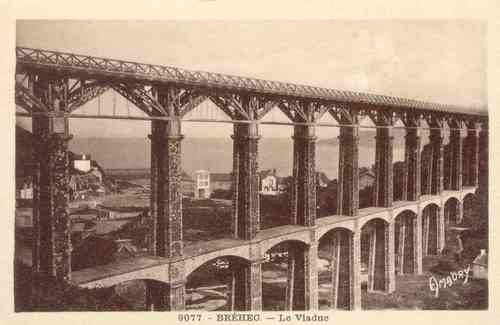
Der 1913 begonnene Viaduc de Bréhec wurde erst 1922 fertiggestellt